# Quentin Tarantino
Quentin Jerome Tarantino (uitspraak : /ˈkwɛntɪn dʒəˈɹoʊm ˌtæɹənˈtiːnoʊ/; Knoxville, Tennessee, 27 maart 1963) is een Amerikaans filmregisseur, acteur en scenarioschrijver. Zijn films zijn Reservoir Dogs (1992), Pulp Fiction (1994), Jackie Brown (1997), het tweedelige Kill Bill (2003/2004), Death Proof (2007), Inglourious Basterds (2009), Django Unchained (2012), The Hateful Eight (2015) en Once Upon a Time in Hollywood (2019). Daarnaast heeft hij ook films geproduceerd en als (film)acteur opgetreden. In 1995 won hij een Oscar voor het scenario van Pulp Fiction en in 2013 won hij dezelfde prijs voor het scenario van Django Unchained. Tevens werd hij in 1995, 2009 en 2020 genomineerd voor de Oscar voor beste regisseur voor respectievelijk Pulp Fiction, Inglourious Basterds en Once Upon a Time in Hollywood.

## Carrière
Tarantino begon als scenarioschrijver maar wel met de bedoeling om de films zelf te regisseren. Het lukte hem in het begin niet om budget te krijgen om zelf te regisseren. Zo schreef hij het script voor True Romance (1993), geregisseerd door Tony Scott, en Natural Born Killers (1994), geregisseerd door Oliver Stone. Hij was niet blij met de aanpassingen die bovenstaande regisseurs aanbrachten. Bij de laatstgenoemde film werd Tarantino alleen nog met een "story by"-credit vermeld omdat hij wenste verder niet als scenarist vermeld te worden.
Om zelf te kunnen regisseren schreef hij het script voor Reservoir Dogs op die manier, dat het merendeel van de film in één ruimte gefilmd kon worden en hij deze met een zeer laag budget en een stel vrienden als acteurs kon opnemen. Uiteindelijk kreeg hij toch een groter budget en een professionele cast.
Met Pulp Fiction uit 1994 kreeg hij zijn grote doorbraak en won hij de Gouden Palm voor de Beste Film op het Filmfestival van Cannes. Daarnaast won hij de Oscar voor Beste Originele Scenario, naast nominaties voor onder andere Beste Film en Beste Regisseur. Hierna zouden budgetten geen probleem meer zijn. De scripts van True Romance en Natural Born Killers waren toen echter al verkocht en door anderen verfilmd.
Ook Inglourious Basterds (2009) ontving Oscarnominaties voor onder andere Beste Film, Beste Regisseur en Beste Originele Scenario. Voor het scenario van Django Unchained (2012) won hij zijn tweede Oscar, de film zelf werd genomineerd in de categorie Beste Film, maar Tarantino ontving geen nominatie voor Beste Regisseur. In 2015 kreeg hij een ster op de Hollywood Walk of Fame. Tarantino heeft wel eens geopperd dat hij slechts tien films helemaal zelf wilde regisseren. Met Once Upon a Time in Hollywood staat de teller reeds op negen.
Tarantino duikt her en der ook op als acteur. Zo speelt hij bijrollen in Reservoir Dogs als Mr. Brown, in Pulp Fiction als Jimmie Dimmick en als barkeeper in Death Proof. In het door hem geschreven From Dusk Till Dawn vertolkt hij naast George Clooney een van de hoofdrollen als Richard Gecko.
Een aantal films van Tarantino werd geproduceerd door Harvey Weinstein. Tarantino kreeg tot tweemaal toe te horen over het gedrag van Weinstein, door zijn voormalige vriendin Mira Sorvino en door Uma Thurman. Toen de MeToo-beweging op gang kwam gaf Tarantino aan dat hij Weinstein destijds in beide gevallen geconfronteerd had en excuses gekregen had maar niet beseft had dat het probleem veel groter was. Omdat Weinstein hem op weg had geholpen in de filmindustrie had hij tegen hem opgekeken. In een interview bood hij hiervoor excuses aan en zei: "What I did was marginalize the incidents. I knew enough to do more than I did."

## Stijl
Tarantino is een exponent van de filmstijl "nouvelle violence", vanwege zeer expliciete geweldsscènes. Een deel van zijn films situeert zich in de onderwereld waar andere wetten heersen dan in de burgerlijke maatschappij. Kenmerkend voor het omgaan met geweld is de banaliteit ervan, alsof moorden en martelen alledaagse kost is.
Kenmerkend voor het werk van Tarantino zijn verder de talloze verwijzingen naar andere films. Dit komt waarschijnlijk doordat hij op vijftienjarige leeftijd zijn school verliet om in een videotheek te werken en zo in aanraking kwam met allerlei filmgenres. In een interview met de BBC zegt Tarantino nog altijd dolblij te zijn met deze beslissing. Een voorbeeld hiervan is het dansje in Pulp Fiction dat John Travolta, een van de hoofdrolspelers, maakt met Uma Thurman, een verwijzing naar Travolta's dansfilms, met name Saturday Night Fever. Een ander voorbeeld is de Japanse thriller Lady Snowblood die ter inspiratie voor Kill Bill diende. Naast talloze duidelijke of meer subtiele verwijzingen verwerkt hij veel bestaande muziek in zijn films, die daardoor voor de kijker een nieuwe associatie krijgen.
De films die hij zelf regisseert hebben subtiele verwijzingen naar elkaar die vooral voor de kenners duidelijk zijn. Het gaat dan om voorwerpen die hergebruikt worden en namen die genoemd worden. Ook zijn er fictieve producten zoals het sigarettenmerk "Red Apple Tobacco" en de fastfoodketen "Big Kahuna Burger" die in verschillende films voorkomen.
De films kunnen als feministisch gezien worden. Het zijn zelfbewuste vrouwen die in beeld worden gebracht met sterke karakters. Dat geldt ook voor de vrouwen die sterven of voor hen in een moeilijk positie, bijvoorbeeld de stripper in Death Proof. Hetzelfde geldt voor zwarte karakters die kracht uitstralen. Voorbeelden zijn Jackie Brown en Django Unchained. In Django Unchained worden de verschrikkingen van de slavernij getoond maar de slachtoffers behouden wel hun trots.
De kijker krijgt niet altijd wat deze wil. Personen waar je als kijker mee sympathiseert kunnen zomaar sterven waarmee Tarantino laat zien dat hij de baas is over het verhaal. Een terugkerende gimmick zijn blote vrouwenvoeten die in verschillende films getoond worden. De films worden zonder digitale bewerking gemonteerd wat terug te zien is in de stijl. Het maakt de films ook duurder doordat er meer geld in de decors en locaties gestoken moet worden.

## Privé
Tarantino trouwde in november 2018 met de Israëlische zangeres Daniella Pick. Ze hebben twee kinderen samen.

## Filmografie

### Regisseur en script
Speelfilms
- Reservoir Dogs (1992)
- Pulp Fiction (1994)
- Four Rooms (1995), segment "The Man From Hollywood"
- Jackie Brown (1997)
- Kill Bill (Vol. 1) (2003)
- Kill Bill (Vol. 2) (2004)
- Sin City (2005), gastregisseur van een scène
- Death Proof (2007), film van Grindhouse
- Inglourious Basterds (2009)
- Django Unchained (2012)
- The Hateful Eight (2015)
- Once Upon a Time in Hollywood (2019)

Korte films
- My Best Friend's Birthday (1987)
- Welcome Back, Kotter (1994)

Televisieseries
- ER (1995), seizoen 1, aflevering 24: "Motherhood"
- CSI: Crime Scene Investigation (2005), afleveringen "Grave Danger: Vols. I & II"

### Script
- True Romance (1993)
- Natural Born Killers (1994)
- From Dusk Till Dawn (1996)

### Acteur
- My Best Friend's Birthday (1987), Clarence Pool
- Reservoir Dogs (1992), Mr. Brown
- Pulp Fiction (1994), Jimmie Dimmick
- Sleep with Me (1994), Syd
- Destiny Turns On the Radio (1995), Johnny Destiny
- Four Rooms (1995), Chester
- Desperado (1995), Pick-up Guy
- From Dusk Till Dawn (1996), Richard Gecko
- Girl 6 (1996), Regisseur #1
- Little Nicky (2000), Deacon
- Alias (tv-reeks, 2001), McKenas Cole
- Kung Faux (tv-reeks, 2003)
- Hell Ride (2008)
- Grindhouse (2007), Verkrachter #1 (Planet Terror-gedeelte), Warren (bareigenaar in Death Proof-gedeelte)
- Sukiyaki Western Django (2007), Ringo
- Django Unchained (2012), The LeQuint Dickey Mining Co.-werknemer

### Producent
- Killing Zoe (1994), Roger Avary
- Curdled (1996), John Maass en Raul Puig
- From Dusk Till Dawn (1996), Robert Rodriguez
- Hostel (2005), Eli Roth
- Hostel: Part II (2007), Eli Roth
- Grindhouse (2007), Robert Rodriguez en anderen
- Hell Ride (2008), Larry Bishop

## Terugkerende samenwerkingen
Er is een aantal acteurs waar Tarantino graag mee samenwerkt en die dan ook vaker in zijn films te zien zijn. Samuel L. Jackson werkt het vaakst met hem samen en is in zes van zijn films te zien. Michael Madsen, Tim Roth en Zoë Bell volgen daarna met vier films.  Anderen zijn bijvoorbeeld Kurt Russell, Bruce Dern en Harvey Keitel met ieder drie films.
| Acteur/actrice    | Reservoir Dogs (1992) | Pulp Fiction (1994) | Four Rooms (1995) | Jackie Brown (1997) | Kill Bill (2003-2004) | Death Proof (2007) | Inglourious Basterds (2009) | Django Unchained (2012) | The Hateful Eight (2015) | Once Upon a Time in Hollywood (2019) |
| ----------------- | --------------------- | ------------------- | ----------------- | ------------------- | --------------------- | ------------------ | --------------------------- | ----------------------- | ------------------------ | ------------------------------------ |
| Zoë Bell          |                       |                     |                   |                     |                       | X                  |                             | X                       | X                        | X                                    |
| Michael Bowen     |                       |                     |                   | X                   | X                     |                    |                             | X                       |                          |                                      |
| Bruce Dern        |                       |                     |                   |                     |                       |                    |                             | X                       | X                        | X                                    |
| Samuel L. Jackson |                       | X                   |                   | X                   | X                     |                    | X                           | X                       | X                        |                                      |
| Harvey Keitel     | X                     | X                   |                   |                     |                       |                    | X                           |                         |                          |                                      |
| Michael Madsen    | X                     |                     |                   |                     | X                     |                    |                             |                         | X                        | X                                    |
| Michael Parks     |                       |                     |                   |                     | X                     | X                  |                             | X                       |                          |                                      |
| Tim Roth          | X                     | X                   | X                 |                     |                       |                    |                             |                         | X                        |                                      |
| Kurt Russell      |                       |                     |                   |                     |                       | X                  |                             |                         | X                        | X                                    |